# 俄羅斯外交部大樓
俄羅斯外交部大樓是莫斯科七姐妹之一，也是史達林式建築的代表作，設計者是V.G.Gelfreih和A.B.Minkus。俄羅斯外交部大樓共有27層，高172（564英尺）。外交部大樓採用寶石和金屬內裝，樓頂也是金屬設計。

## 历史
外交部大樓於1948年開始修建，在1953年竣工。外交部大樓的金屬樓頂的設計非常生硬，可能是史達林下令加上後臨時加入設計的。